# Золотой глобус (премия, 1944)
1-я церемония вручения наград премии «Золотой глобус»

январь 1944
Лучший фильм : 

«Песня Бернадетт»
1-я церемония вручения наград премии «Золотой глобус» за заслуги в области кинематографа за 1943 год. Церемония проводилась в конце января 1944 года на студии 20th Century Fox в Лос-Анджелесе, штат Калифорния, США.

## Победители
| Победители выделены отдельным цветом. |

| Категории                    | Фотографии лауреатов | Победители                                 |
| ---------------------------- | -------------------- | ------------------------------------------ |
| Лучшая мужская роль — драма  |                      | • Пол Лукас — «Дозор на Рейне»             |
| Лучшая женская роль — драма  |                      | • Дженнифер Джонс — «Песня Бернадетт»      |
| Лучший режиссёр              |                      | • Генри Кинг — «Песня Бернадетт»           |
| Лучший фильм                 |                      | • «Песня Бернадетт»                        |
| Лучший актер второго плана   |                      | • Аким Тамиров — «По ком звонит колокол»   |
| Лучшая актриса второго плана |                      | • Катина Паксино — «По ком звонит колокол» |